# Aucklandobius spiniger
Aucklandobius spiniger är en bäcksländeart som först beskrevs av Tillyard 1923.  Aucklandobius spiniger ingår i släktet Aucklandobius och familjen Gripopterygidae. Inga underarter finns listade i Catalogue of Life.